# Retorica musicale
La retorica musicale vuole adottare gli stessi strumenti adottati dalla retorica classica in modo da rendere la musica più vicina al linguaggio umano, tentando quindi di accattivare maggiormente l'ascoltatore, convincendolo del valore dell'opera musicale, mettendo l'ascoltatore in un particolare stato d'animo. Altro scopo di tale disciplina è il perseguire la bellezza del discorso musicale, attraverso la combinazione di ritmo, accenti ed altezze. È da sottolineare che non esiste un'unica retorica, ma che ogni epoca storica ha sviluppato diversi modelli, musica moderna compresa.

## Trasferimento della retorica nella musica
Come si è già detto, con le figure retoriche in musica si vuole condurre l'ascoltatore in una "interpretazione affettiva" del testo musicale, rendendo implicito l'uso di quegli artifici e di quei metodi propri dell'arte retorica. Tuttavia termini come esposizione, sviluppo e ripresa non erano ancora in uso quando i primi compositori sperimentavano i primi espedienti retorici, che verranno usati nell'analisi musicale solo nel XVIII e XIX secolo, quando l'universo dei concetti retorici stava lentamente iniziando a finire: infatti il Romanticismo ritiene la retorica musicale inutile, preferendo ad essa l'ispirazione individuale. Questo legame tra retorica e linguaggio è possibile in quanto entrambe sono percepite dall'orecchio, caratterizzate da espressioni che alterano il discorso e da una organizzazione sintattica.
Si può ricondurre l'inizio di questo legame al medioevo quando sia la musica sia la retorica erano materie di studio pre-universitario (l'equivalente delle materie di studio dei licei) ed erano integrate nelle arti liberali, la retorica apparteneva al trivio e la musica al quadrivio. Nel corso del XV secolo si nota una tendenza all'avvicinamento per le arti umanistiche del trivio. Altra influenza si può riscontrare nell'avvicinamento della cultura umanistica ai classici; l'Umanesimo tende a riscoprire ed avvicinarsi a tale cultura scoprendo il teatro greco, dove la musica aveva un ruolo essenziale nell'enfatizzare il contenuto del testo parlato o cantato: ne segue una teoria degli affetti volta a stimolare le passioni umane. Già il ritenere le tecniche compositive per suscitare tali affetti licenze, sottolinea un nesso tra le licenze poetiche della letteratura e quelle musicali: come le licenze poetiche sono elementi insoliti ma atti a cogliere l'attenzione del lettore, così le figure musicali, utilizzando accorgimenti particolari ed insoliti, tendono a suscitare interesse da parte dell'ascoltatore.
Questo stretto legame tra retorica e musica farà in modo che fino al XVIII tale retorica fosse un elemento fondamentale dell'insegnamento musicale. Questa fusione permise inoltre alla musica di assumere la stessa struttura della orazione latina (vedi Retorica)

### I primi procedimenti compositivi
È solo con l'Ars nova che, nel XIV sec., per la prima volta il compositore può esprimere con il testo musicale nuove «possibilità espressive» rispetto al passato; queste consistevano nella ricerca, come era uso nel medioevo, di strutture simmetriche in grado di richiamare significati simbolici: ad esempio il testo poetico-musicale si basava sulla ripetizione di formule ritmiche o sull'impiego di note sulla base di alcuni numeri (vedi Numerologia) che avevano un significato intrinseco. L'impiego dei numeri in questo senso verrà adoperato anche in epoche successive, vedi lo stesso Johann Sebastian Bach. Non si fa ancora riferimento alla teoria degli affetti, che verrà sviluppata solo nel cinquecento.
Tra il cinquecento ed il seicento l'esecutore dei brani, che di norma era anche il suo compositore, riscontrava il problema di formalizzare un brano privo dei suggerimenti emotivi che potevano trapelare da un eventuale testo poetico. Egli creava su di una melodia di origine vocale elaborazioni contrappuntistiche o variazioni. I principi seguiti erano quelli della varietà e del contrasto: i brani quindi né erano simmetrici, né rispettavano un equilibrio formale, caratteristica delle fantasie e delle toccate. Dalla stabilità ritmica, melodica o armonica si passava gradatamente o immediatamente a episodi carichi di tensione, con note e periodi brevi e ravvicinati, accordi ripetuti e figurazioni melismatiche. La musica per la danza invece si caratterizzò diversamente: seguiva una rigida organizzazione formale con la ricorrenza di sezioni uguali (vedi lo schema bipartito).
La caratterizzazione di questi brani musicali si può far risalire alla chanson parigina che si diffuse presto in Italia (Francesco I di Francia andava spesso per motivi politici nel Nord Italia, e Renata di Francia sposò Ercole II d'Este): era una sorta di musica a programma che perseguiva il suo scopo con una polifonia movimentata, ritmi sillabici e richiami onomatopeici. In quest'ultimo aspetto degno di nota è La guerre, ou La Bataille (1528) di Clément Janequin, ispirata alla battaglia di Marignano. Di questa è celeberrima l'intavolatura per liuto di Francesco da Milano, inarando una serie di trascrizioni più o meno libere del brano di Janequin.

### La teoria degli affetti
La teoria degli affetti (in tedesco Affektenlehre) può considerarsi la prima forma retorica (in tedesco Figurenlehre) adottata nella storia della musica, infatti puntava a muovere gli affetti dell'uditorio; già i greci avevano la concezione che la musica potesse suscitare emozioni: è proprio da questo concetto che i teorici e i musicisti dell'epoca attingono per applicarlo alla loro musica (si parla nelle prime cronache rinascimentali di interi pubblici commossi dalla musica). Le autorità civili ed ecclesiastiche, consapevoli del forte potere della musica sulla psiche, la utilizzarono come veicolo dei propri messaggi propagandistici. 
Durante il '400 Marsilio Ficino apprezzava di più le forme semplici e comunicative rispetto alla polifonia poiché le prime erano maggiormente capaci di muovere gli affetti, suscitare o placare le passioni umane rispetto alla seconda, che era vista come artificiosa e innaturale. Dello stesso parere era Vincenzo Galilei, che preferiva la musica greca per le sue capacità affettive.
Tra il '500 ed il '600 la teoria musicale identificava ogni affetto con un diverso stato dell'animo (es. gioia, dolore, angoscia) identificati da specifiche figure musicali definite figurae o licentiae (licenze). La loro particolarità era contraddistinta da anomalie nel contrappunto, negli intervalli e nell'andamento armonico, appositamente inserite per suscitare una particolare suggestione. Athanasius Kircher – gesuita matematico, musicologo ed occultista tedesco – nel suo Musurgia universalis (1650) afferma:
(Athanasius Kircher, Musurgia universalis, Cap II, 1650)
Questo trattato, conosciuto durante tutto il secolo XVIII, fu stampato anche a Roma nel 1650 e tradotto dal tedesco nel 1662. Tra le classificazioni e distinzioni degli affetti umani compilate nel Seicento, è da menzionare quella di Cartesio che, nel trattato Les passions de l'âme del 1649, ne distingueva sei ritenuti principali, quali meraviglia, amore, odio, desiderio, gioia e tristezza.
Invece Giovanni Maria Artusi ne L'Artusi, ovvero Delle imperfettioni della moderna musica (Venezia, 1600), attacca questa nuova forma musicale che utilizzava intervalli "così assoluti et scoperti", poiché trasgredivano le regole contrappuntistiche (per esempio le dissonanze non sempre sono precedute da una consonanza per risolvere su di un'altra). Monteverdi difenderà quella che lui definisce seconda pratica nell'Avvertimento del Libro quinto: queste licenze hanno uno scopo preciso, e devono essere viste in un nuovo modo di comporre, diverso dalla concezione musicale di Gioseffo Zarlino. Già dal Libro Terzo di madrigali infatti Monteverdi con le dissonanze intensifica e rende maggiormente pungenti le immagini proposte dal testo.

### Augenmusik
Con l'Augenmusik si vuole sottolineare visivamente al cantore alcune parole dette foco (quelle che noi definiremo parole chiave) ritenute importanti dal compositore.
Anche l'andamento della scrittura della linea melodica evocava, ancor prima della percezione sonora, l'immagine suggerita dalla parola da musicare. Esempi di parole chiave che venivano evidenziate in questo modo sono:
- onde (vedi Luca Marenzio, madrigale Scherzando con diletto), definita come circulatio o kyklosis.
- precipitare (andamento discendente della melodia), definita anche descensus o catabasis.
- salire (andamento ascendente della melodia), definita anche ascensus o anabasis.

In questo caso viene usata la hypotyposis, che appunto consiste nella descrizione visiva di una scena

### Uso musicale di alcune figure retoriche
Queste sono alcune delle figure retoriche adottate in musica:
1. Figure di ripetizione
- Anadiplosis: ripetizione della fine di un periodo all'inizio del seguente
- Anaphora: ripetizione delle sezioni di apertura in una successione di frasi o semplicemente una dopo l'altra
- Climax: punto culminante di una concatenazione di particolare intensità
- Epanalepsis: ripetizione dell'inizio della idea melodica alla fine dello stesso periodo
- Epistrophe: ripetizione di una sezione di chiusura alla fine di altre sezioni
- Pallilogia: ripetizione di un'idea melodica sulle stesse note
- Paronomasia: Pallilogia con nuove aggiunte, alterazioni o figure di enfasi (Emphasis)
- Polyptoton: ripetizione di una idea melodica in un registro diverso

2. Figure di silenzio e/o fermata
- Aposiopesis: pausa improvvisa spesso con uso di punto coronato
- Ellissi: interruzione inaspettata di una transizione.
- Suspiratio: una pausa rassomigliante ad un sospiro
- Tmesi: due sezioni contigue sono separate da una pausa

3. Figure di dissonanza o di intervalli
- Parrhesia: uso di dissonanze inusitate, spesso della quinta diminuita
- Pathopeia: uso di cromatismi estranei alla scala armonica

4. Figure che portano ad una risoluzione
- Dubitatio: viene reso un dubbio con una modulazione confusa o/e con una sospensione finale
- Suspensio: ritardo del corso musicale

### Il trattato sulla retorica musicale di Hans-Heinrich Unger
Dai numerosi trattati sull'argomento dei secoli XVII e XVIII, Hans-Heinrich Unger nel suo trattato Die Beziehungen zwischen Musik und Rhetorik im 16.-18. Jahrhundert del 1941 conta più di 160 figure retoriche (tuttavia questo trattato non è ritenuto molto specialistico,). Tra queste, sono presenti (assenti nell'elenco precedente):
- Passus duriusculus: con cromatismi discendenti o ascendenti viene espresso dolore.
- Anabasi: si esprime uno stato di exaltationem, associando forti emozioni a suoni acuti. Lo stesso Beethoven a proposito asseriva che

Egli ritrova dei termini latini, poiché il latino era la lingua degli intellettuali fino a metà Settecento (ne sono esempi harmonia, contrapunctus, clausola) e tedeschi, che si possono distinguere nelle seguenti classi:
- Termini in disuso
- Termini impiegati con uso differente dall'odierno
- Locuzioni o termini appartenenti ad una fraseologia codificata, spesso ora caduti in disuso
- Termini specifici della retorica musicale, alcuni dei quali sono tuttora in uso

A questi termini affianca anche altri appartenenti alla terminologia musicale moderna.
Contiene inoltre citazioni dei trattati di Johann Mattheson, Johann Nikolaus Forkel, Carl Philipp Emanuel Bach, Johann Joachim Quantz.

### L'impiego della sezione aurea
Si può far risalire al XIX secolo l'analisi dell'impiego della sezione aurea nelle arti figurative: si è infatti riscontrato che, per esempio, il rettangolo aureo è uno dei più piacevoli all'occhio umano.. L'intento quindi è di riprodurre nella musica lo stesso effetto che si ottiene visivamente. In campo musicale però la percezione di questo rapporto può essere meno esplicito rispetto alle arti figurative poiché in musica subentra il fattore temporale: il brano deve mantenere una scansione temporale costante per far in modo di avvertire distintamente le (es.) due sezioni in proporzione aurea. (Es. se un brano è formato da 8 battute, può essere suddiviso in 5 e 3 battute).
Si inizia a parlare nella trattatistica musicale dell'impiego della sezione aurea solo nella prima metà del XX secolo con i trattatisti M. A. Brandts Buys, olandese, e J. H. Douglas Webster. Brandts Buys pubblicò ad Arnhem nel 1934 Muzikale Vormleer, dove parla approfonditamente delle architetture e strutture formali musicali con l'ausilio di schemi e grafici. Douglas Webster invece, riscontrando nel suo articolo pubblicato su Music&Letters nel 1950 l'impiego di tale procedura in alcune partiture, fa entrare ufficialmente la sezione aurea nell'ambito dell'analisi musicale. In particolare alcuni musicologi come l'ungherese Ernő Lendvai e Roy Howat analizzeranno in questo senso l'opera di alcuni autori del XX secolo, quali Béla Bartók e Claude Debussy. Jonathan D. Kramer menziona una quarantina di compositori (da Machaut a Webern) i quali avrebbero impiegato nelle loro opere più o meno evidentemente le proporzioni auree. Tra quelli del XX secolo ricordiamo Stravinsky, Xenakis, Stockhausen (vedi il brano Klavierstück IX, dove si hanno frequenti rimandi alle successioni fibonacciane nelle segnature di tempo), Nono, Ligeti, Manzoni e Gubajdulina che disse a proposito di Bartok:
Tuttavia è molto difficile stabilire se l'artista ha voluto consciamente strutturare l'opera con la sezione aurea o se piuttosto essa sia frutto della sua sensibilità artistica, dato che la sezione aurea si riscontra spesso in natura, come ad esempio nelle stelle marine, in ammoniti, conchiglie, ananas, pigne e nella forma di un uovo. Infatti mentre alcuni ritengono che i sopra citati Debussy e Bartok impieghino deliberatamente la sezione aurea, per altri questo è meno scontato. D'altronde Debussy scrive al suo editore Durand (agosto 1903) esplicitamente:

## Esempi di retorica nella storia della musica

### Claudio Monteverdi, la "seconda prattica" ela teoria degli affetti

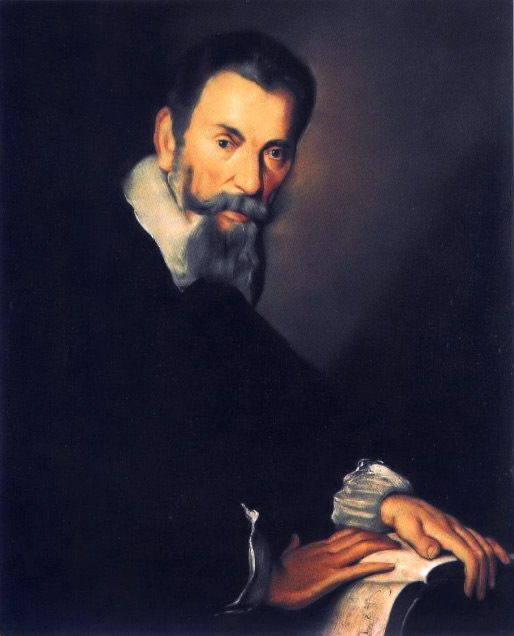
Claudio Monteverdi, dipinto di Bernardo Strozzi, ca. 1640

Claudio Monteverdi intende iniziare la "seconda pratica", diversa da quella "insegnata da Zarlino". Nella "prima pratica" "l'armonia non è comandata ma comandante", con particolare riferimento allo stile di Giovanni Pierluigi da Palestrina. Egli, con la seconda pratica, intende porre "per signora dell'armonia l'orazione", mettendo in risalto i valori espressivi del testo. Si ha quindi un capovolgimento di prospettive: mentre prima si sentiva il bisogno di creare regole musicali formali, rigide e precise, ora gli ambienti raffinati delle corti preferiscono assoggettarsi al testo per evidenziarlo.
Intende quindi suscitare gli affetti con tre principali passioni: «Ira (stile concitato), Temperanza (stile temperato) & Humiltà o supplicazione (stile molle)». Ritiene di essere il primo a intraprendere lo stile concitato introducendolo nel Libro ottavo dei madrigali; introduce quindi moltissimi espedienti, usa:
- una frenetica ripercussione di note o accordi
- ritimi marziali di fanfara, tremoli, pizzicati degli archi.

Questo viene quindi utilizzato anche in scene di guerra come il Tancredi e Clorinda dei Madrigali guerrieri.
Bisogna però osservare che per l'artista cremonese l'obiettivo principale era rendere palese il contenuto del testo nella musica: i madrigalismi hanno quindi sempre minor importanza, utilizzando nuovi criteri. Osservando globalmente il testo da musicare, puntava ad identificare gli affetti principali da muovere in modo da rendere più efficace la realizzazione. La musica quindi si avvicina alla parola diventando di per sé "eloquente", tendendo a persuadere l'animo; arriva anche a manipolare il testo per ottenere l'effetto voluto (vedi Ahi, com'a vago sol cortese giro dal "Quinto libro" di madrigali, dove il verso finale viene ripetuto più volte all'interno del testo in modo da renderlo più carico emotivamente). Anche se può sembrare contraddittorio, tutto è incentrato verso le strutture musicali piuttosto che alle strutture poetiche; tuttavia perseguì con successo il suo obiettivo, tanto che esso dichiara nella prefazione del madrigale Combattimento dei "Madrigali guerrieri et amorosi":

### Girolamo Frescobaldi e la seconda pratica nella musica strumentale

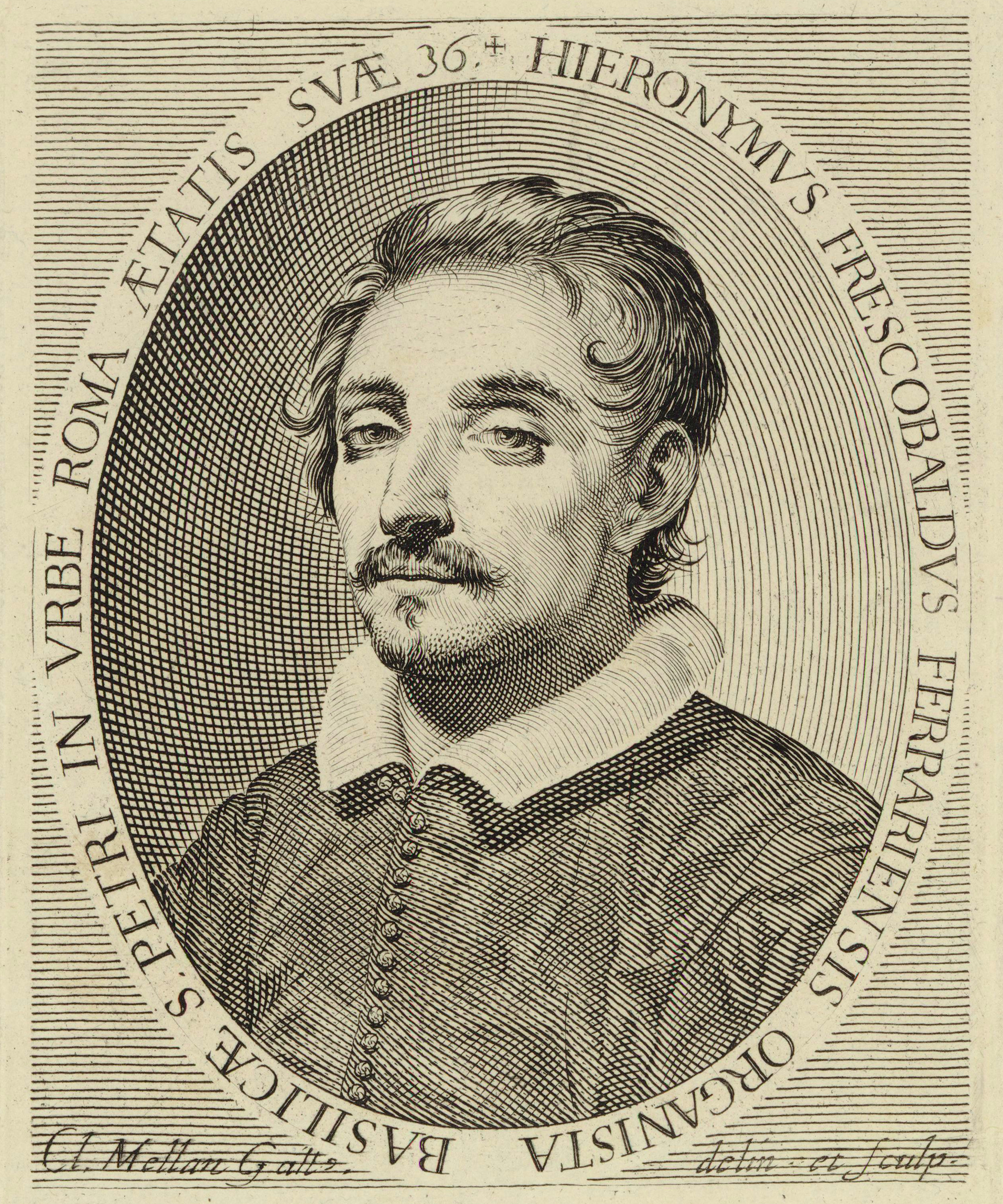
Ritratto di Frescobaldi all'età di 36 anni, Claude Mellan (ca. 1619)

Girolamo Frescobaldi, nel suo avvertimento «Ai lettori» del primo libro delle Toccate, spiega il suo progetto musicale: ricercare con lo strumento a tastiera gli affetti cantabili dei madrigali coevi, in grado di produrre efficacia e varietà, seguendo in tutto e per tutto i criteri della seconda prattica monteverdiana. Lo stile delle toccate e delle partite era molto vicino al cantato dell'epoca, con uso di fioriture e mutevolezza delle strutture melodiche e metrico-poetiche.
Egli diede un notevole contributo al genere della toccata, termine che deriva dal toccare la tastiera dello strumento, che poteva essere clavicembalo, organo o liuto. Nel libro delle toccate specifica nelle Avvertimenti al lettore:
(Girolamo Frescobaldi, Avvertimenti al lettore dalla seconda edizione (1616) dal Primo Libro di Toccate)
Infatti il suo stile ricco di ornamenti rispecchia la musica vocale accompagnata da strumento in voga a quel tempo suonando così con affetti cantabili e diversità di passi; la scrittura è inoltre fedele alle pratiche improvvisative coeve come la diminuzione, fissando così sulla carta tali tecniche che rientravano solo nella prassi esecutiva. Ancora dallo stesso testo:
Sembra quasi che faccia riferimento ai madrigali di Luca Marenzio e Carlo Gesualdo i quali, nei loro segmenti compositivi, contemplano momenti con diversi affetti che sono completi in quanto terminano con una cadenza. Così commentò il francese André Maugars dopo aver assistito ad una esecuzione nella Basilica di San Pietro:
(André Maugars, Résponse faite à un curieux sur le sentiment de la musique D'Italie(1639))
Nelle sue opere sono comunque presenti retaggi della prima pratica, come nei Fiori musicali.

### Biagio Marini e gli "affetti" sonatistici
Gli espedienti adottati da Biagio Marini nelle sue sonate possono essere considerati mezzi con i quali perseguire l'intensificazione degli affetti. Esempi possono essere l'introduzione di effetti "in eco", "scordature" (accordatura degli strumenti diversa rispetto a quelle solite), "tremoli" (vedi la Sonata a tre "La Foscarina"  Op.1), "groppi" (ovvero il trillo ordinario) e "trilli". Con il suo libro pubblicato a Venezia nel 1618 Affetti musicali [...] Opera prima. Nella quale si contiene, symfonie, canzon, sonate [...] Accomodate da potersi suonar con violini cornetti & con ogni sorte de strumenti musicali viene impiegato per la prima volta il termine affetto in un titolo di una raccolta musicale.

### L'oratorio: loJephtedi Giacomo Carissimi
Nell'Oratorio Jephte di Giacomo Carissimi, detta anche Historia de Jephte, si vedono particolari usi delle figure retoriche, rintracciabili nella composizione musicale:
- Uso dei cromatismi come rappresentazioni di acuta sofferenza, tecnica già considerata nel cinquecento come veicolo di espressione di situazioni accorate
- epizeuxis (ovvero congiunzione), è la ripresa alla quarta superiore di un primo segmento musicale che conferma e enfatizza musicalmente il parallelismo del testo musicale
- climax viene usato per aumentare la tensione emotiva.
- intervalli inusitati e dissonanti
- ripetizioni di parole
- interpolazioni vocalizzate (manifestazioni musicali di un singolo affetto)
- variazione del ritmo, da binario a ternario.

Il brano Plorate filii di tale venne pubblicato interamente nel già citato Musurgia universalis (Volume I Libro VII), poiché ritenuto dall'autore di tale manuale esempio magistrale e paradigmatico dell'affetto del lamento. Infatti, per suscitare maggiormente emozioni nell'ascoltatore, accentua l'affetto su parole singole o su gruppi di esse utilizzando tipici inflessioni vocali patetici. Mancano comunque prove certe che Carissimi avesse applicato consapevolmente le immagini retoriche nelle sue composizioni.

Un altro esempio di utilizzo della retorica nell'oratorio può essere costituito dalla Rappresentazione di Anima e di Corpo di Emilio de' Cavalieri; infatti l'autore nella Prefazione scrive che il suo intento è appunto quello di 

### Retorica in Johann Sebastian Bach
[...]Ricordiamo come dalla penna del Maestro non ci sia pervenuta alcuna affermazione sulle particolarità della sua arte. Nemmeno i figli Friedemann e Philipp Emanuel seppero riferire alcunché al biografo Forkel (1749-1818); loro stessi vedevano nel padre unicamente un grande maestro della tecnica contrappuntistica. Le sole testimonianze in proposito sono tramandate oralmente: Johann Gotthilf Ziegler, un allievo di Bach, descrive come questi lo esortasse a "suonare i Corali secondo l'affetto delle parole". Basandoci su questi indizi possiamo dedurre come Bach considerasse l'elemento poetico quale componente talmente naturale della sua arte, da non vedere alcuna necessità di pronunciarsi su di esso.»
(Albert Schweitzer, Welches sind die Elemente der Tonsprache des Orgelbüchleins?)

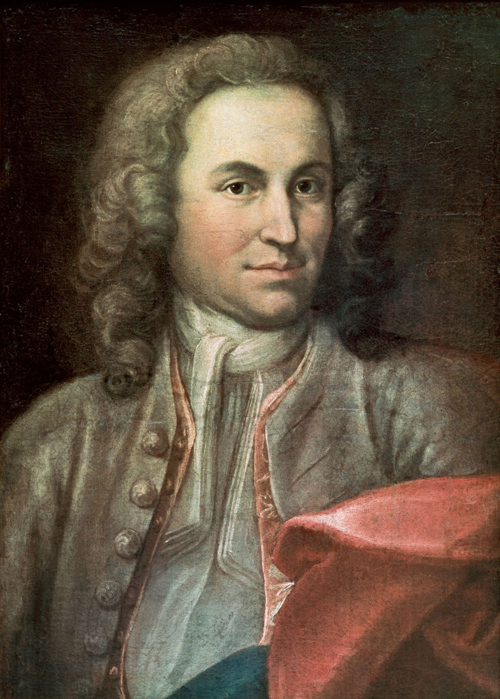
Johann Sebastian Bach da giovane, dipinto di J. E. Rentsch, il Vecchio (1723)

Per tutto il XVIII secolo la teoria degli affetti trova diffusa applicazione. Illustre personaggio della storia della musica che adottò questa forma di retorica musicale fu J.S. Bach. Si può riscontrare una maggiore attenzione per questa pratica quando egli fu ammesso alla Correspondierende Societät der musicalischen Wissenschaften ("Società per corrispondenza delle scienze musicali") del suo ex-allievo professore di contrappunto all'università di Lipsia Lorenz Christoph Mizler, dove erano ammessi solo esperti di filosofia e matematica. I trattati che scrisse per questa società furono tutti in forma compositiva, basta menzionare la Musicalisches Opfer (Offerta musicale) e Die Kunst der Fuge (L'arte della fuga). Ivi la complessità della scrittura del contrappunto carica di pathos la musica, complessità raggiunta tramite lo studio delle composizioni della scuola franco fiamminga.
Per l'età barocca con la retorica si persegue l'«imitazione de' sentimenti delle parole» come dice lo stesso Vincenzo Galilei ed è quindi vista come "spiegazione logica della parola" e non come analisi di una parola foco, trasmettendo comunque precise sensazioni e stati d'animo.
Esempi di figure retoriche del genere Augenmusik usate da Bach sono:
- Nel corale "Nun komm, der Heiden Heiland" BWV 599, sopra la parola "Komm" ("Vieni", nella battuta 1) e "Gott Geburt ihm befellt" ("Dio ci conceda questa nascita prodigiosa", nella battuta 8), l'andamento dei gradi congiunti simboleggia la croce (La4, Si4, Fa#4, Sol4).
- Nel corale "Puer natus in Bethlehem" BWV 603 la continua incessante alternanza di due note (Do4 e Si3) rappresenta il movimento della culla di Gesù[5].
- Nel corale BWV 628 Erstanden ist der heilge Christ [Cristo Santo è risorto] il basso ha un movimento ascendente (ascensus).
- La corale in stile fugato "Omnes generationes", tratta dal Magnificat BWV 243, presenta 41 ingressi delle voci: tante quante, secondo la Bibbia, sono le generazioni da Abramo a Gesù.
- Nell'aria "Et exsultavit", tratta dal Magnificat, la sezione centrale in tonalità minore è formata da 41 note sulle parole "salutari meo" ("mio salvatore"), tante quante sono le generazioni da Abramo a Gesù.
- Ricorre il descensus nei motivi di morte e quando si vuole evidenziare la discesa del Signore sulla terra (Natale)
- La circulatio ricorre nei momenti festivi in quanto conferisce carattere danzante.

Bach nelle sue musiche fa riferimento anche alla gematria, che in Europa viene utilizzata come somma delle lettere alle quali viene così attribuito un significato numerico (vengono attribuite alle lettere numeri in ordine crescente in base all'ordine crescente, ovvero A=1 B=2 eccetera). Bach allarga questa concezione alla confessione luterana con la numerologia (es.: 7 simboleggia i sette doni dello Spirito Santo o le parole del Cristo sulla croce, 3 la trinità, 5 l'umanità. Sono presenti anche riferimenti numerici allo stesso autore: la parola BACH forma il numero 14 e J.S. BACH il 41) In questo modo la scienza musicale si unisce con l'esoterismo, unendo così la musica tramite anche i numeri, alla filosofia.

### Musica e potere in Francia
Si può far risalire questo legame alla metà del XV sec. quando gli umanisti, riscoprendo la filosofia classica, attribuiscono alla musica il potere di sviluppare armoniosamente la persona e indispensabile per l'etica indispensabile alle persone di rango, come inoltre attestato da Baldassarre Castiglione nel suo Il Cortegiano. Questo spiega il fenomeno del mecenatismo delle corti italiane.
L'uso degli affetti in Francia appare per la prima volta con Jean Antoine de Baïf, fondatore della Académie de Poésie et de Musique nel 1571 sotto l'egida di Carlo IX; Baïf volle far corrispondere il valore delle note alla quantità delle sillabe del verso francese, impiegando così la metrica classica. I suoi esperimenti poetici vennero accolti favorevolmente dai compositori francesi dell'epoca, quali Joachim Thibault de Courville, Claude le Jeune e Jaques Maudit, convinti del forte potere affettivo della ritmicità come unione del testo poetico e musicale.

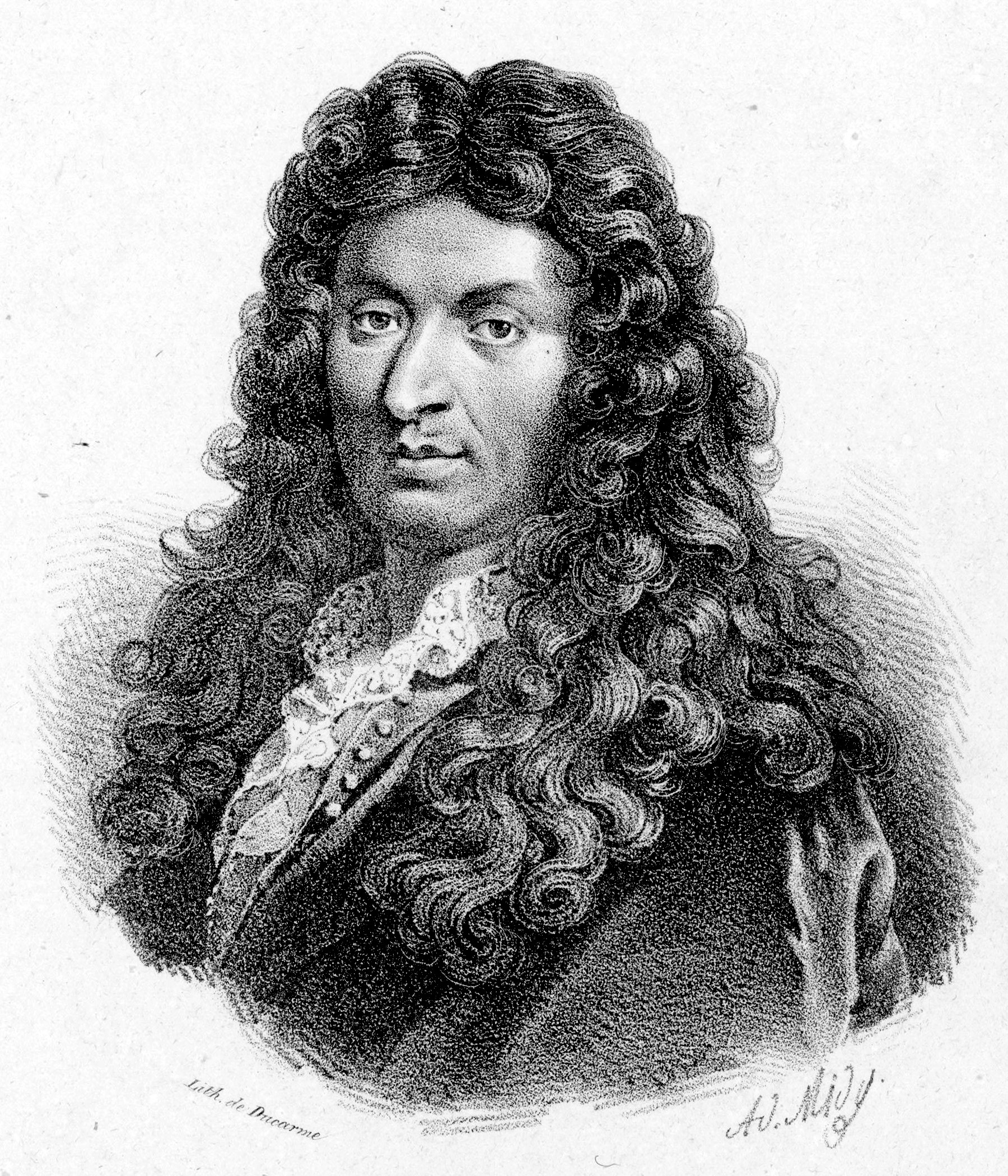
Jean-Baptiste Lully

Nel secolo XVII, Luigi XIV patrocinò tutte le arti ed in particolar modo favorì la musica, che reputava capace di infondere i sentimenti di amore per l'ordine, lealtà e devozione, potendo così mantenere un buon governo dello stato. Durante il suo regno Lully ebbe un immenso potere in campo musicale, diventando il direttore della Académie Royale de Musique: inoltre, grazie al re, tutti i drammi integralmente in musica dovevano essere approvati da Lully, pena una multa di 10.000 lire e confisca di «teatri, macchine, scene, costumi e altre cose». Come Richard Wagner due secoli dopo, controllava ogni aspetto della composizione, della esecuzione e della stampa dell'opera: Quinault dovette rivedere fino 20 volte alcune scene di Phaéton (1683), evidenziando, fatto insolito per l'epoca, la totale subordinazione del librettista al compositore (Nel teatro impresariale veneziano il compositore era soltanto colui che scriveva la musica per il dramma in musica, di cui era principale autore il librettista). Lully piegò le forme musicali alle esigenze ed ai gusti del pubblico di corte, introducendo moltissimi balletti e scene corali; questi erano i cosiddetti divertissements (ovvero divertimenti), che avevano lo scopo di sospendere momentaneamente l'azione drammatica per "divertire i sensi". I libretti delle tragédie lyrique di Lully attingevano i soggetti alle leggende, miti e vicende storiche della tradizione classica che, come nell'opera di corte, avevano il fine di omaggiare la figura del Re Sole.
Successivamente, Jean-Philippe Rameau teorizzò una propria teoria degli affetti, illustrando nel Traité de l'harmonie con una tabella la corrispondenza tra affetti e modi tonali; inoltre riteneva che la differenza tra l'espressione della gioia o della disperazione consistesse nella preparazione o meno delle dissonanze, mentre lo spavento e l'orrore potesse essere realizzato con incastri enarmonici. Egli fu anche coinvolto nella Querelle des Bouffons, anche se non vi partecipò direttamente, che opponeva i buffonisti agli antibuffonisti; tra i sostenitori della musica italiana (i buffonisti) figurano gli enciclopedisti, mentre Rameau si schierò con i sostenitori della musica francese. Jean-Jacques Rousseau sosteneva che la musica francese non era adatta al canto in quanto non era sufficientemente aderente al testo poetico, privilegiando quindi la melodia; riteneva quindi che l'armonia potesse solo giocare un ruolo secondario. Rameau invece ritiene che l'obiettivo della musica sia quello di esprimere il senso di un testo, andando così oltre la semplice aderenza al testo poetico; per lui era più importante seguirne la metrica, contrapponendosi così anche alla "sottomissione" lulliana del testo poetico alla musica.

### Retorica in Carl Philipp Emanuel Bach
Grazie al padre, Johann Sebastian, Carl Philipp Emanuel Bach era già avvezzo al concetto di retorica, che ampliò grazie alla frequentazione di circoli ai quali partecipavano Friedrich Gottlieb Klopstock, Gotthold Ephraim Lessing e Heinrich Wilhelm von Gerstenberg. Concepiva il lavoro musicale come un'opera dove dovevano dominare una corretta forma grammaticale e sintattica in modo da presentarsi come una orazione accattivante: questa musica strumentale "astratta" adottava così la capacità di poter parlare, toccando il cuore e muovendo appunto gli affetti; queste caratteristiche fecero in modo che la sua musica, adorna di simbolismi, si potesse diffondere in una stretta élite di intenditori. Nella sua musica imita alcune espressioni del linguaggio verbale, come la risata, la gioia o i sospiri, caratterizzazioni proprie dell'Empfindsamer Stil (stile sentimentale), assieme a caratteri impetuosi ed espressivi (vedi le sue sonate per clavicembalo). Ricorrono nelle sue composizioni prevalentemente queste figure retoriche:
- Congeries: figura di accumulazione
- Distributio: analisi del materiale musicale (vedi la figura retorica di Distribuzione)
- Hyperbaton: spostamento di una tonalità o di un motivo.
- Katachresis: uso atipico di una dissonanza
- Mimesis: imitazione di una idea musicale
- Parenthese: è resa dall'abbassamento dell'intensità sonora

Secondo il suo trattato Versuch über die wahre Art das Klavier zu spielen sostiene che l'esecutore deve assecondare completamente le intenzioni del compositore, in modo da conferire a chi ascolta il pezzo l'espressione più profonda del testo musicale.

### Retorica in Ludwig van Beethoven

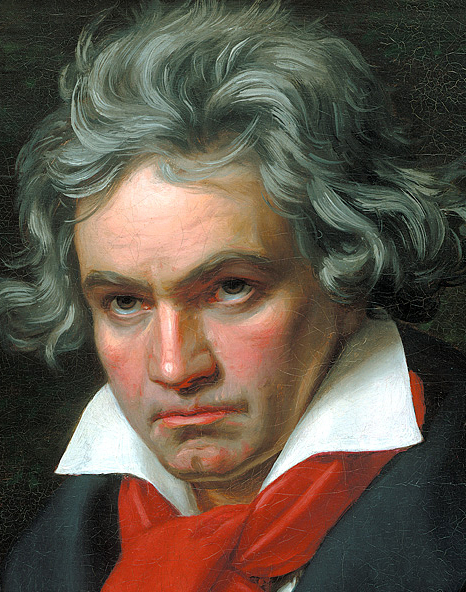
Ludwig van Beethoven. Particolare dal ritratto del 1820 di Joseph Karl Stieler.

Nelle messe Op. 86 e Op. 123 (Missa Solemnis) si evidenziano aspetti della retorica del XVIII secolo: il suo obiettivo era quello di spiegare con l'esegesi il testo religioso tramite la musica, come egli stesso affermava nelle sue lettere. Nell'Op. 86 sono presenti ampie metafore, una tendenza ad insolite relazioni tonali e l'evocazione di un'atmosfera quasi ecclesiastica. Nella Missa Solemnis l'orchestra è ancora più indipendente, le tessiture vocali altissime, mettendo in maggiore risalto gli aspetti del testo religioso, assieme all'imponenza del pezzo. La retorica è quindi utilizzata non come semplice supporto al testo, ma come guida all'ascoltatore alla personale interpretazione della vita e del mondo.
Esempi di retorica musicale si possono riscontrare anche nella Sonata Op. 2 N° 2.

## Utilità nella comprensione della musica barocca
Conoscere la retorica musicale permette una maggiore comprensione della musica barocca, sia per l'esecutore, che si deve quindi attenere alla prassi musicale di quel tempo per ridarle lo splendore originario e renderla in modo più autentico possibile (infatti nella musica barocca era presente una serie di regole non scritte esplicitamente sullo spartito ma che dovevano essere applicate in punti particolari dello stesso, un esempio i ritardi sulle cadenze), sia per l'ascoltatore, che così li può comprendere. L'interprete ha quindi il compito di mediatore tra l'emittente del messaggio (il compositore), della cui realtà l'esecutore si deve permeare, e il ricevente (l'ascoltatore). Volendo poi la musica di questo periodo raggiungere linguaggio verbale, il tempo del brano musicale non dovrà essere rigido ma fluttuare, la dinamica dovrà essere enfatizzata e dovranno essere aggiunti abbellimenti ove necessario (es. la scrittura di Domenico Scarlatti è scevra di abbellimenti, ma la prassi clavicembalistica ne permette l'aggiunta estemporanea da parte dell'esecutore ove lo ritiene opportuno).  La mancata considerazione di questi aspetti rendono la comunicazione senza senso sopprimendola.